# Czesław Słoński
Czesław Słoński (ur. 30 lipca 1890 r.  w Zapasiszkach  – zm. 21 grudnia 1949 r. w Ciechanowie), poeta, publicysta, nauczyciel, działacz społeczny.
Ukończył w Moskwie studia biologiczne. W 1919 r. zamieszkał z żoną i dwiema córkami w Ciechanowie - został nauczycielem Gimnazjum Męskiego. Z gimnazjum tym (od roku szkolnego 1920/21 imienia Zygmunta Krasińskiego) związany był do końca życia, ale pracował też w innych szkołach ciechanowskich. W 1920 r. podczas wojny polsko-sowieckiej zgłosił się ochotniczo do wojska. 
W latach 1930–1932 wydawał i redagował dwutygodnik kulturalny Kronika Ciechanowska. Jego wiersze ukazywały się w Iskrze i Gońcu Mazowieckim. W 1938 r. otrzymał Brązowy Medal za Dugoletnią Służbę. Okres okupacji niemieckiej przeżył na wysiedleniu. Po wojnie wrócił do pracy nauczycielskiej - organizował oświatę w Ciechanowie. Zmarł nagle. Pochowany został na cmentarzu przy ulicy Płońskiej. Jego imię nosi ulica w Ciechanowie.